# Гомзяков, Павел Иванович
Па́вел Ива́нович (Ио́нович) Гомзяко́в (13 июня (25 июня) 1867, Благовещенск — 1922, Архангельск) — поэт и прозаик, по профессии врач, коллежский советник. Член Комитета общественного здравия во Владивостоке. Член Общества изучения Амурского края.
Участник военных событий в Китае 1900—1901, Русско-Японской войны в 1904—1905 и Первой Мировой войны.
Автор одного из первых художественных изданий на Дальнем Востоке (поэтический сборник «На память друзьям», 1885 год). Первый поэт Владивостока. Первый врач подводного флота России.

## Биография
Родился 25 июня 1867 года в Благовещенске. Из дворян. Сын священника Ивана Степановича Гомзякова и его жены Марии Иосифовны. Православный.
В 1885 году окончил Владивостокскую мужскую гимназию.
20 декабря 1895 года окончил медицинский факультет Императорского Юрьевского университета со степенью лекаря. Определён в службу во Владивостокский крепостной пехотный полк младшим врачом.
В 1901—1911 годах служил судовым врачом на кораблях Сибирской военной флотилии. Затем — судовой врач на судах Балтийского флота.

### Служба
4 августа 1896 года утверждён в чине титулярного советника.
С 3 апреля по 1 сентября 1898 года командирован врачом брандвахты порта Владивосток.
3 мая 1899 года переведён в Сибирский флотский экипаж, и с 12 июня этого же года прикомандирован к Владивостокскому морскому госпиталю, исполнял должность судового врача — с 30 июня по 17 июля на портовом ледоколе «Надёжный»; с 17 июля по 9 октября на шхуне «Ермак».
4 августа 1899 года по выслуге лет произведён в коллежские асессоры со старшинством с 21 декабря 1900.
В 1900 году вошёл в штат транспорта «Якут» под командованием капитана 2-го ранга С. И. Новаковского. С 23 марта по 15 ноября находился в крейсерстве по охране котиковых промыслов в Беринговом море у Командорских островов.
С 4 апреля 1901 года по 1 июля 1902 года исполнял должность судового врача на крейсере II ранга «Забияка». После отпуска, с 24 января 1903 года вновь прикомандирован к Владивостокскому морскому госпиталю. С 5 апреля по 27 ноября на минном транспорте «Алеут».
28 декабря 1903 года за выслугу лет произведён в надворные советники со старшинством с 4 августа 1903 года.
С 8 июня 1905 года судовой врач брандвахты Владивостокского порта, с 28 июля, в дополнение, назначен судовым врачом транспорта «Тобол». 9 ноября 1905 года отчислен от занимаемых должностей и в этот же день назначен судовым врачом транспорта «Колыма».
19 ноября 1905 года Приказами командира Владивостокского порта снят с занимаемых должностей и назначен врачом воздухоплавательного парка и врачом отдельного отряда миноносцев (подводных лодок). 23 ноября 1905 года в дополнение назначен членом комиссии для окончательного выяснения вопроса о пищевом довольствии команд подводных лодок. Через неделю на основании результатов работы комиссии были утверждены морская и береговая нормы пищевого довольствия для команд отдельного отряда миноносцев.
С 13 января по 20 апреля 1906 года прикомандирован к Владивостокскому морскому госпиталю с оставлением в должности врача отдельного отряда миноносцев. С 20 октября 1906 года по 22 марта 1907 года — судовой врач брандвахты Владивостокского порта. С 22 марта 1907 года по 18 апреля 1908 года являлся судовым врачом крейсера «Жемчуг». С 1 декабря 1907 года по 18 апреля 1908 года прикомандирован ординатором к Владивостокскому морскому госпиталю, с оставлением в должности на «Жемчуге».
В 1908 году участвовал в походе отряда судов Тихоокеанского флота в Средиземное море. С 15 по 28 декабря того же года, оказывал помощь пострадавшим в Мессине (Италия).
С 18 апреля 1908 года по 11 мая 1909 года — судовой врач брандвахты Владивостокского госпиталя. 25 апреля 1909 года приговорён военно-морским судом Владивостокского порта за оскорбление нанесённое 27 октября 1908 года караульному начальнику младшему унтер-офицеру Н. Богданову при обходе больных, к содержанию на гауптвахте сроком на 4 месяца. За неимением мест на гауптвахте, отбыл своё наказание в каюте на транспорте «Тобол», на которое получил назначение 11 мая. Работал на транспорте до 6 октября 1910 года, с этого же дня переведён на минный заградитель «Монгугай», на котором находился до 15 декабря 1910 года.
С 16 января по 23 марта 1911 года находился в Японии для научных занятий в военных и морских госпиталях и клиниках.
С 28 марта по 26 ноября 1911 года на минном заградителе «Уссури», а с 18 ноября, в дополнение, поступил в распоряжение медицинского инспектора Владивостокского порта. С 1911 года — член Комитета общественного здравия во Владивостоке. Член Общества изучения Амурского края.
4 июня 1912 года назначен младшим врачом Либавского флотского экипажа Прибыл к месту службы 11 июня 1912 года, и в этот же день приступил к обязанностям. С 13 июля Прикомандирован к морскому госпиталю порта Императора Алексндра III.
16 июля 1912 года произведён в коллежские советники с назначением старшим врачом Либавского флотского экипажа.
С 24 сентября 1912 года по 5 июня 1916 года занимал должность судового врача на транспорте «Ангара», в дополнение с 23 ноября 1915 года назначен старшим врачом 1-го Балтийского флотского экипажа. 5 июля 1916 года поручено наблюдение за врачебно-санитарной частью переходящих команд минной обороны, находящихся на госпитальном судне «Диана». С 21 октября 1916 года по 26 марта 1918 года являлся судовым врачом учебного судна «Двина» в дивизии подводных лодок Балтийского моря, далее переведён в Российское отделение общества Красного Креста. С 26 марта по 16 июня 1918 года — Главный доктор госпитального судна «Диана».
В 1918 году 8 июля выбран старшим врачом Отдельного лазарета Архангельского порта. В 1919 году 18 января (в период интервенции), в составе белого северного фронта назначен старшим врачом Дирекции маяков и лоции Белого моря.
В 1921 году, после установления советской власти, заведовал Медицинской частью Управления по обеспечению безопасности кораблевождения на Северных морях («Убекосевер»). Помимо своих должностных обязанностей работал участковым врачом. Уволен по болезни 22.03.1922.

### Поэзия, творчество
Написал множество художественных произведений таких как: «Юбилейные наброски», ставшие первой поэтической летописью Владивостока; поэмы: «Две свечи» («Сказание о 1812 годе»), «Певцу „Синей птицы“», «По зову предков» («Галицийская быль»).
Оставил о себе память и как прекрасный переводчик стихов и сказок с английского, немецкого, корейского, японского и китайского языков.
Был также художником-фотографом.
Скончался в 1922 году в Архангельске. По другим данным — в Кронштадте.

## Награды
- Орден Св. Станислава 3-й ст. (6.12.1901).
- Орден Св. Анны 3-й ст. (1905);
- Орден Св. Станислава 2-й ст. (6.12.1911);
- Орден Св. Анны 2-й ст. (29.02.1916);
- Орден Св. Владимира 4-й ст. (1916);
- Светло-бронзовая медаль в память событий в Китае 1900—1901 (1902);
- Светло-бронзовая медаль в память Русско-Японской войны 1904—1905 (1906);
- Светло-бронзовая медаль в память 100-летия Отечественной войны 1812 года (1913);
- Светло-бронзовая медаль в память 300-летия царствования дома Романовых (1913);
- Светло-бронзовая медаль в память 200-летия Гангутской победы (1915).

## Семья
Дед — Степан Петрович Гомзяков, управляющий Российско-Американской Компании (1815).
Отец — священник Иван Степанович Гомзяков (отец Иона) (1834, о. Уналашка, Аляска — 16.03.1923, Хабаровск), миссионер в приходах Русской Америки (до 1867 года), вернулся в Россию, жил с семьей в Сибири и на Дальнем Востоке; с середины 1870-х годов — во Владивостоке, протоиерей кафедр Успенского собора.
Мать — Мария Иосифовна Гомзякова (ум. 19.04.1892).
Братья — Николай Гомзяков, капитан, командир 6-й роты 5-го Восточно-Сибирского полка, попал в плен под Порт-Артуром и умер от ран; Александр Гомзяков (р. 1876), врач.
Сёстры — Вера (ум. 1904); Пелагея.
Жена (1896) Лилия Карловна, урождённая Рюле фон Лилиенштерн (ум. 1.10.1902, Великие Луки).
Дочери Мария (р. 22.10.1896); Наталья (р. 13/25.04.1898).
Вторая жена Вера Афанасьевна Линкина, вдова надворного советника, урождённая Яржемская.

## Память
Во Владивостоке сохранился дом (офицерский флигель) по адресу улица Светланская, 111, где проживал первый поэт города. На нем в 2005 году установлена мемориальная доска в честь П. И. Гомзякова.